# Mur de Berlín
|  | Per a l'obertura d'escacs, vegeu Defensa Berlinesa |

Fronteres del Berlín Occidental i Oriental, amb els passos fronterers (al mapa interactiu)

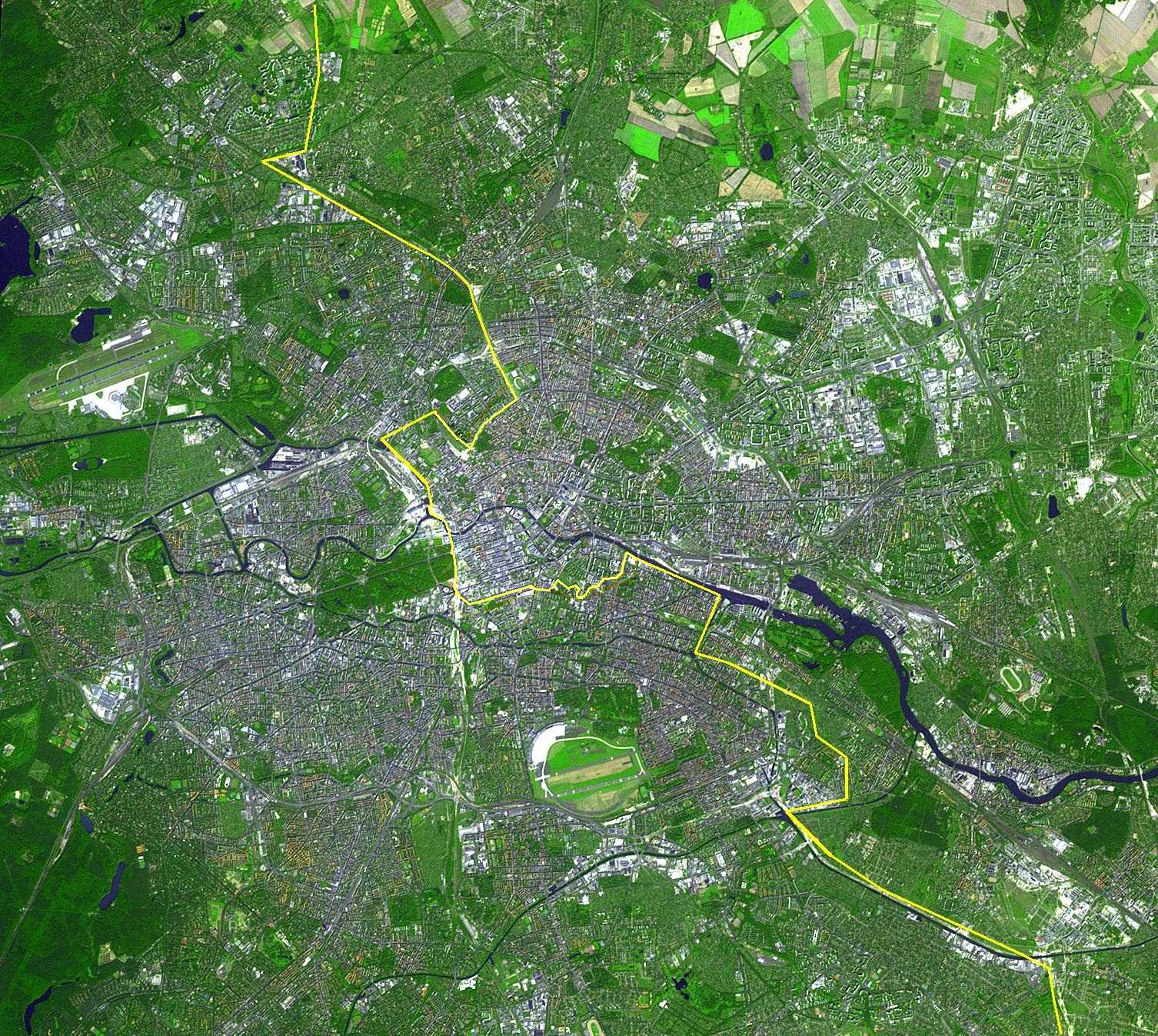
Foto satèl·lit de Berlín amb el traçat del mur.

El mur de Berlín (alemany: Berliner Mauer) formava part de la frontera interalemanya i separava el Berlín Oest del Berlín Est. També va formar part de la República Democràtica Alemanya (RDA) del 13 d'agost de 1961 al 9 de novembre de 1989. Aquest mur és el símbol més conegut de la Guerra freda i de la divisió d'Alemanya. Almenys 86 persones van morir a mans de les forces de seguretat de l'RDA mentre intentaven fugir cap a l'Oest. Altres fonts parlen d'un mínim de 238 morts, incloent-hi els morts en accident .

## Història: els anys previs
Després del final de la Segona Guerra Mundial el 1945, i segons l'Acord de Ialta dels Aliats, Alemanya fou dividida en quatre zones d'ocupació, controlades i administrades per l'URSS, els EUA, el Regne Unit i França respectivament. De la mateixa manera, Berlín, en qualitat d'antiga capital del Tercer Reich, va ser dividida també en quatre sectors. Al mateix temps va començar l'anomenada Guerra freda entre els blocs capitalista i comunista. Berlín es convertí en un punt calent de les agències d'espionatge tant de l'est com de l'oest. El 1948, a causa del bloqueig de Berlín per part de la Unió Soviètica, va sorgir la primera gran crisi.
Quan el 1949 es van fundar les dues repúbliques alemanyes, hom començà a vigilar la zona fronterera, i la divisió es feia cada cop més patent. Totes dues administracions van enviar a la frontera, en primer lloc, policies i soldats duaners; posteriorment l'RDA va construir-hi una tanca. Formalment, Berlín tenia l'estatus de zona desmilitaritzada i era independent de tots dos estats alemanys; a la pràctica, això no tenia gaire significat: Berlín Oest s'anava acostant a la categoria d'estat federat de l'RFA i Berlín Est esdevenia capital de la República Democràtica.
Amb la intensificació de la Guerra freda, que comportà entre altres coses l'embargament CoCom contra el bloc soviètic, una petita guerra diplomàtica, i l'amenaça militar permanent, el govern oriental va tancar les seves fronteres. Aquest tancament s'estengué entre tots dos blocs de la Guerra freda: el Pacte de Varsòvia i l'OTAN.
Amb la fundació de l'RDA, cada any més ciutadans orientals passaven la frontera cap a l'oest, especialment a Berlín, on la frontera enmig de la ciutat era molt difícil de controlar, cosa que no passava a la frontera interalemanya. Entre 1949 i 1961, aproximadament 2,6 milions de persones van abandonar l'RDA, d'entre les quals només 47.433 la primera quinzena d'agost de 1961. Berlín Oest era, a més, el lloc de pas també per a molts polonesos i txecs cap a l'oest. En molts casos es tractava de joves amb formació superior, i aquest fet amenaçava la capacitat econòmica i l'existència futura de l'RDA. A més, uns 50.000 berlinesos orientals (anomenats Grenzgänger, passadors de fronteres) treballaven a Berlín Oest, però vivien en les condicions més barates i econòmiques de l'Est.
El 4 d'agost de 1961, l'ajuntament de Berlín Est va decretar que aquests Grenzgänger s'havien d'inscriure en un registre i havien de pagar el lloguer de l'habitatge en marcs alemanys, la moneda occidental. Ja abans de la construcció del mur, la policia oriental duia a terme, als carrers i mitjans de transport que es dirigien a l'oest, uns controls molt exhaustius a la caça de persones que intentessin emigrar cap a l'RFA (considerats traïdors a l'RDA) i de contrabandistes. A més a més, molts ciutadans de l'oest anaven sovint a l'est a comprar aliments i béns de consum. Aprofitaven que al mercat negre el canvi de moneda era molt beneficiós per a ells (a un tipus de canvi d'1 marc alemany contra 4 marcs orientals) i que els productes eren comparativament molt més barats. L'economia planificada de la república oriental es veia, així, afeblida i perjudicada. El bloc oriental va decidir llavors de construir el mur per tal d'evitar que fugissin de l'Estat socialista dels treballadors i els pagesos encara més persones i béns.

## Construcció del mur

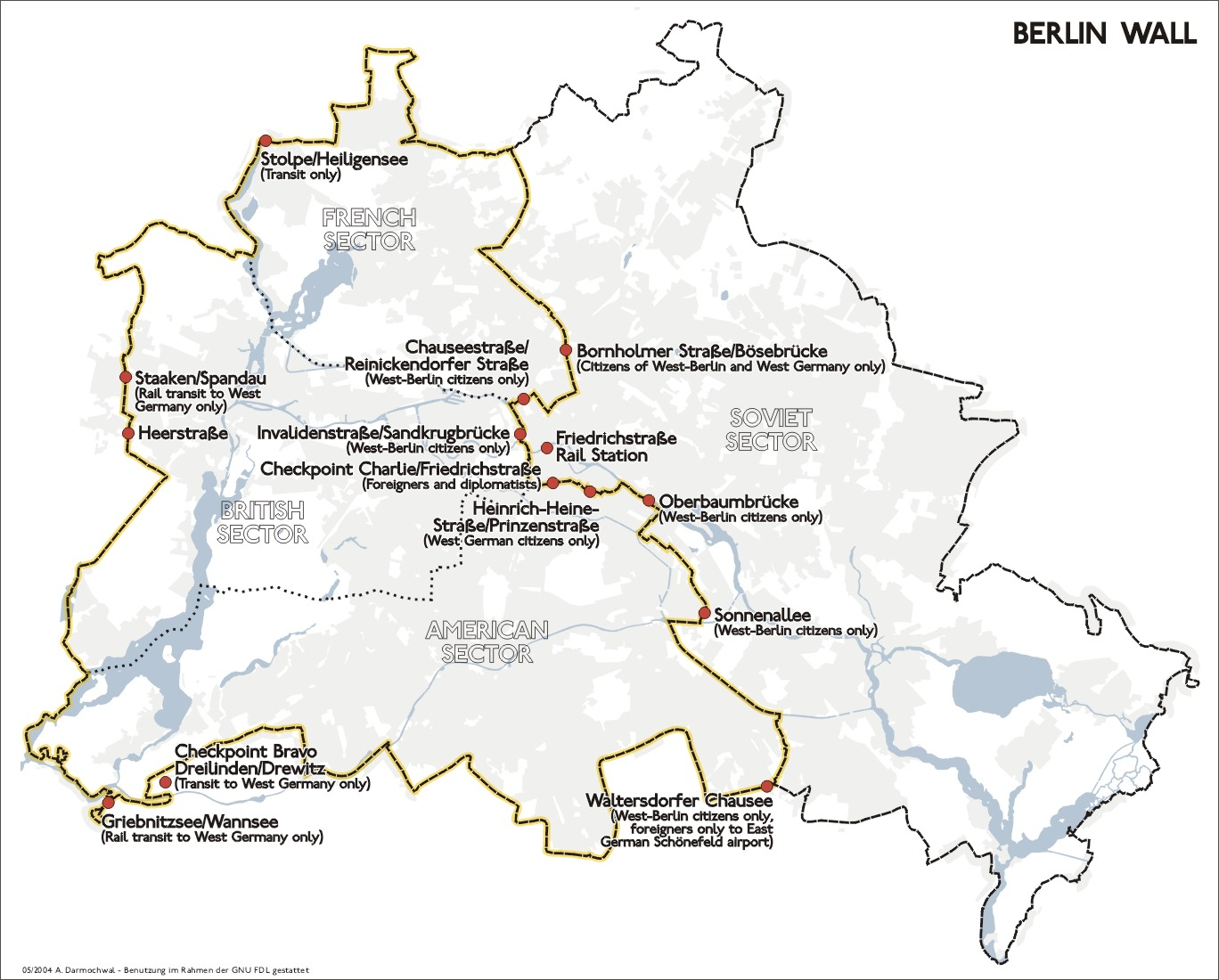
Plànol en anglès del mur amb els passos fronterers

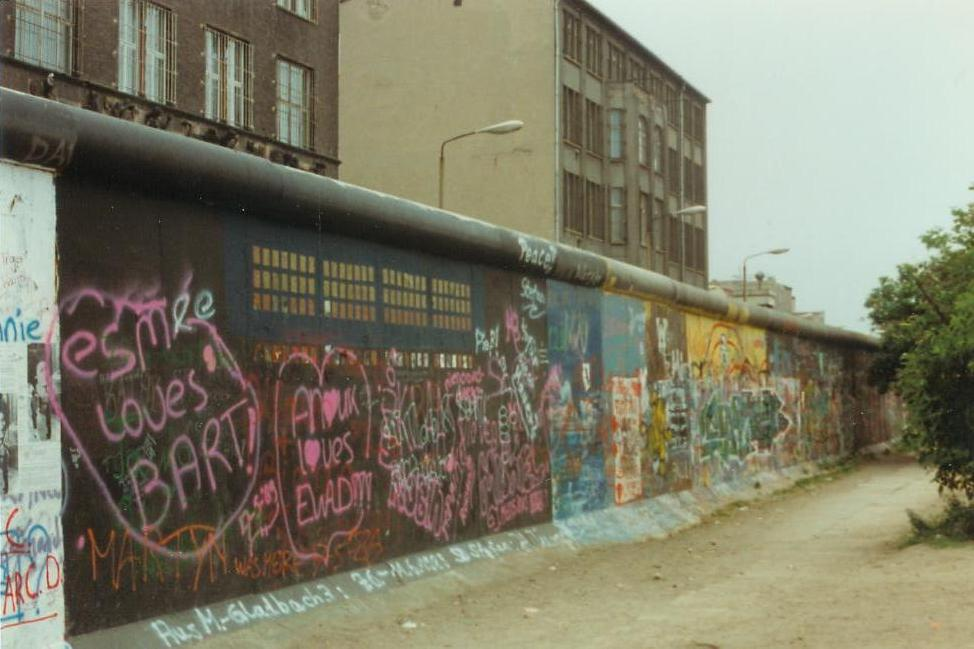
El mur, vist des de Berlín Oest

El pla de construcció del mur de Berlín era un secret d'Estat de l'RDA. El mur fou construït per ordre del SED, el partit únic, sota la vigilància i protecció de la policia i els soldats de l'Exèrcit Nacional Popular (Volksarmee). Dos mesos abans, el 15 de juny de 1961, el secretari general de l'RDA, Walter Ulbricht, havia dit en una conferència de premsa internacional que tingué lloc a Berlín Est en resposta a una pregunta de la periodista Annamarie Doherr (RFA):
Entenc que la vostra pregunta ve a dir que hi ha persones a l'Alemanya de l'Oest que voldrien que mobilitzéssim els paletes de la capital de l'RDA per aixecar un mur. Jo no tinc coneixement que hi hagi cap intenció de fer tal cosa, perquè els obrers de la capital es preocupen principalment d'edificar habitatges i la seva força de treball hi està dedicada completament. Ningú no té la intenció de construir un mur!
Així, Ulbricht es convertia en el primer de fer servir la paraula mur (Mauer) en aquest context, només dos mesos abans que fos construït.
Els països occidentals tenien informacions que apuntaven cap a l'aplicació de mesures dràstiques per a acordonar Berlín Oest, però públicament es van mostrar sorpresos en saber la data i l'abastament del bloqueig. Com que els seus drets d'accés a Berlín Oest no van ser limitats, no van tenir motius per a atacar militarment. El servei d'intel·ligència de l'RFA (BND) en tenia coneixement ja a mitjans de juliol. Després de la visita d'Ulbricht a Khrusxov durant una cimera del Pacte de Varsòvia a Moscou del 3 al 5 d'agost, l'informe setmanal del BND del 9 d'agost deia:
Hem obtingut informacions que demostren que el govern de l'RDA busca l'aprovació de Moscou per posar en pràctica mesures de bloqueig radicals (i en especial un tancament de Berlín Oest i la interrupció del servei de metro de la ciutat). (...) Cal esperar a veure si Ulbricht aconseguirà el suport de Moscou i en quina mesura.
En la declaració pública dels estats membres del Pacte de Varsòvia hi constava la proposta de "barrar el pas a les activitats subverssives contra els països socialistes a les fronteres de Berlín Oest i garantir una vigilància fiable i un control efectiu de la regió fronterera amb Berlín Oest". L'11 d'agost, la Cambra del Poble (el parlament oriental) ratificà els acords de la cimera i autoritzà el govern a aplicar les mesures corresponents. El consell de ministres de l'RDA va decretar que les "institucions armades" ocupessin la frontera amb Berlín occidental i hi aixequessin barreres.
El dissabte 12 d'agost, el BND va obtenir les següents informacions a Berlín Est: "L'11 d'agost de 1961 ha tingut lloc una reunió amb secretaris del partit, la premsa i altres funcionaris del partit al Comitè Central del SED, i van acordar, entre altres coses: (...) La situació del flux constant i creixent d'emigrants cap a l'oest fa que calgui un tancament de Berlín Est i de l'RDA en els dies vinents -no es va mencionar cap data concreta- i no, com estava planejat, d'aquí a dues setmanes".
La nit del 12 al 13 d'agost de 1961, la Volksarmee, 5.000 membres de la Policia Duanera (precursora de les Tropes Frontereres), 5.000 membres de la policia i 4.500 membres de les Milícies Populars van tancar els carrers i les vies ferroviàries que portaven a Berlín Oest. Les tropes soviètiques estaven preparades per a actuar en cas de necessitat i eren presents a tots els passos fronterers. Totes les connexions viàries entre les dues parts de la ciutat van ser interrompudes. Immediatament va començar la construcció del mur, tot i que un primer pas va ser la col·locació de filferro espinós al llarg de tot el perímetre de Berlín Oest.
Erich Honecker, llavors secretari general del Comitè Central per a la Seguretat, tenia la responsabilitat de tota la planificació i aplicació de l'aixecament del mur en nom de la cúpula del SED.
Fins al setembre de 1961, 85 homes de les forces de seguretat mobilitzades desertaren i van fugir cap a Berlín Oest, i 400 ciutadans i ciutadanes van aconseguir arribar a l'oest (de 400 que ho van provar). Han quedat moltes imatges per a la memòria, especialment aquelles de persones saltant per finestres de cases contigües a la frontera o les del jove policia fronterer Conrad Schumann, saltant el filferro espinós al carrer Bernauer Straße.

## Reaccions dels països occidentals

### Reaccions a l'RFA
El canceller Konrad Adenauer, el mateix 13 d'agost, va fer una crida per ràdio a la població a la calma i la serenitat, i va anunciar que les potències occidentals prendrien mesures, tot i que no les va detallar. Dues setmanes després de l'aixecament del mur va visitar Berlín Oest. Només l'alcalde Willy Brandt va protestar enèrgicament, sense èxit, contra el mur i la partició definitiva de la ciutat. L'RFA va fundar, aquell mateix any, l'Oficina Central de Documentació de l'Administració de la Justícia a Salzgitter (Baixa Saxònia), dedicada a reunir documentació que provés les violacions dels drets humans comeses a l'RDA i contrarestar, almenys simbòlicament, el règim. El 16 d'agost de 1961 es va produir una manifestació de protesta organitzada per Willy Brandt davant de l'ajuntament de Berlín Oest, que reuní 300.000 persones.

### Reaccions de la resta de països occidentals

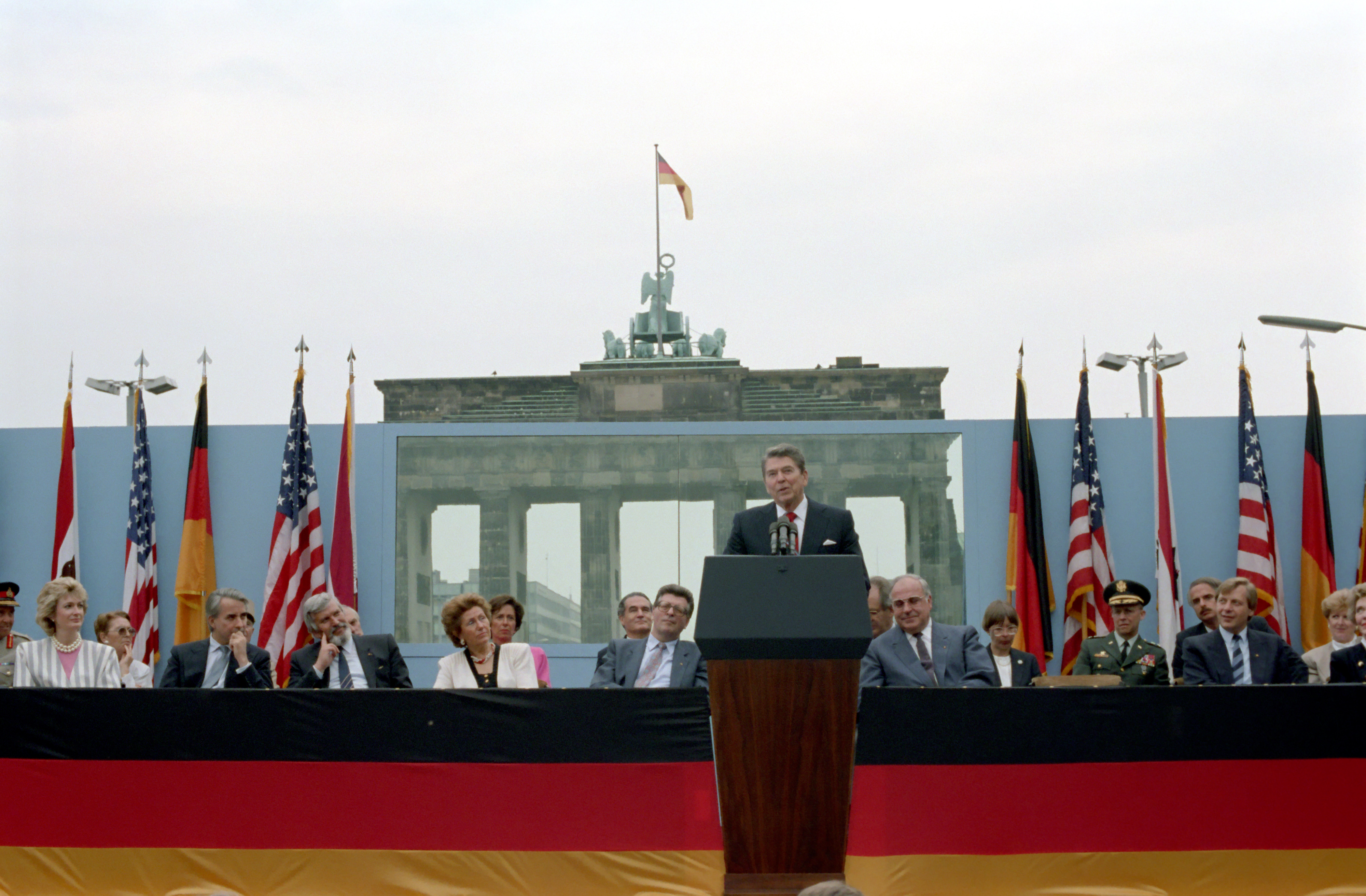
Ronald Reagan a la Porta de Brandenburg el 12 de juny de 1987

La reacció dels països de l'OTAN no es van fer esperar: en només 20 hores, escamots militars ja eren a la frontera; 40 hores després, es va presentar una protesta formal al comandant soviètic de Berlín; i tres dies després van fer arribar a Moscou una protesta democràtica. Totes aquestes operacions es van fer de cara a l'opinió pública, ja que sempre van circular rumors que afirmaven que abans de la construcció del mur els soviètics havien avisat els americans i que els havien garantit la continuïtat dels seus drets sobre Berlín Oest. Així, el mur només era un simple testimoni físic del manteniment de l'statu quo. La Unió Soviètica renunciava, a més, a l'objectiu encara mantingut el 1958 per Khrusxov que Berlín havia de ser una zona desmilitaritzada per tal que la ciutat pogués esdevenir "lliure".
Reaccions internacionals de 1961:

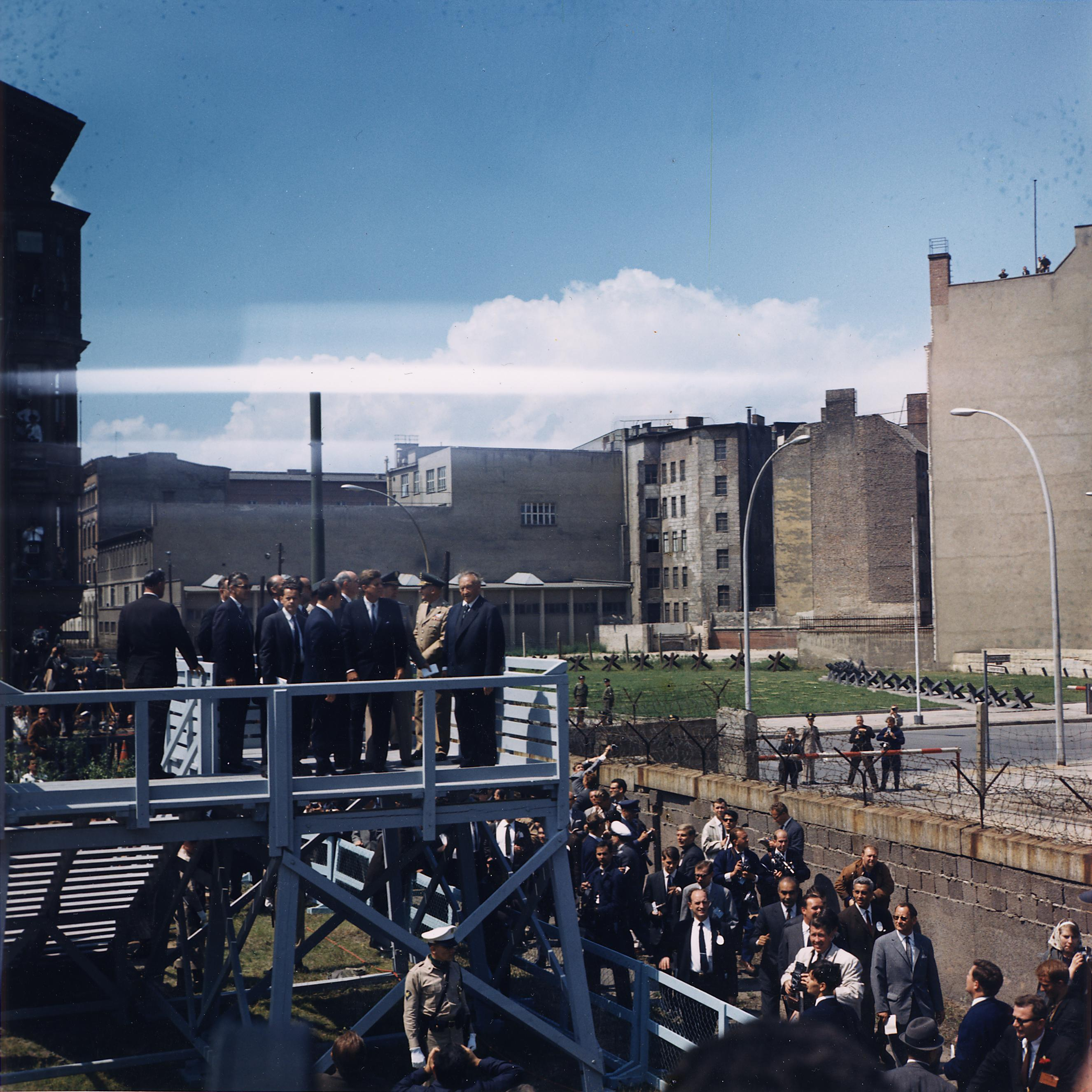
John F. Kennedy davant del mur, el 26 de juny de 1963

- Una solució no gaire maca, però mil cops millor que una guerra. John F. Kennedy, President dels EUA.
- Els alemanys orientals aturen el flux de refugiats i s'atrinxeren darrere d'un teló d'acer encara més gruixut. En aquest fet no hi ha res d'il·legal. Harold Macmillan, Primer ministre del Regne Unit.

Tanmateix, el president nord-americà John F. Kennedy seguia apostant per un Berlín "lliure". Va enviar 1.500 soldats addicionals al sector occidental i va demanar al general Lucius D. Clay que l'aconsellés. El 6 d'abril de 1961 Kennedy, Clay i el vicepresident americà Lyndon B. Johnson van reunir-se a Berlín Oest. El president de l'RDA va tenir la gosadia d'exigir controls exhaustius dels oficials i els funcionaris occidentals per part de la policia fronterera a l'entrada a Berlín occidental, cosa que va provocar rebuig als americans. Fins i tot el comandant en cap de la Missió de l'Exèrcit Soviètic a Alemanya va haver d'acudir a moderar enèrgicament els funcionaris duaners orientals.
En una posterior visita de John F. Kennedy el 26 de juny de 1963, el president nord-americà pronuncià des del balcó de l'ajuntament de Schöneberg la famosa frase "Ich bin ein Berliner".

## Incident del Checkpoint Charlie de l'octubre de 1961
El 27 d'octubre de 1961 es va arribar a un perillós moment de confrontació directa entre les tropes soviètiques i americanes, quan al pas fronterer de Checkpoint Charlie, a la Friedrichstraße de Berlín, van aparèixer deu tancs de cada exèrcit a ambdues bandes de la frontera. L'endemà, però, tots dos grups blindats es van retirar per evitar l'inici d'una escalada armamentística que acabés en una guerra oberta.

## La divisió d'Alemanya es consuma
Des de l'1 de juny de 1952, els berlinesos occidentals no podien viatjar lliurement a l'RDA. Després d'unes llargues negociacions, el 1963 es va arribar a un acord que permetia als berlinesos de l'Oest de visitar els seus familiars a Berlín Est.
A partir dels anys setanta, gràcies a la nova política conjunta de Willy Brandt i Erich Honecker d'apropament de les dues Alemanyes, la frontera es va obrir lleugerament. L'RDA va facilitar els tràmits per a viatjar a l'Oest, especialment a sectors de la població "improductius", com ara els jubilats, i permetia als ciutadans occidentals visites a regions de l'RDA properes a la frontera. L'RDA va condicionar la possibilitat de la lliure circulació de persones al fet que es reconegués la República Democràtica com a estat sobirà i que es repatriessin els ciutadans orientals que viatgessin a l'Oest i no volguessin tornar. Aquestes peticions van ser rebutjades per la República Federal perquè contravenien la Constitució.
La propaganda comunista solia anomenar el mur antifaschistischen Schutzwall (mur de protecció antifeixista), que havia de protegir l'RDA contra l'emigració, les infiltracions, l'espionatge, el sabotatge, el contraban, la guerra, el saqueig i les agressions de l'Oest". En realitat, les instal·lacions defensives s'enfocaren principalment contra els mateixos ciutadans orientals.

## Estructura de les instal·lacions del mur alemany

Estructura del Mur de Berlín.

El mur de Berlín es va complementar mitjançant altre tipus de fortificacions a la frontera interalemanya i -en menor mesura- en altres fronteres de països del Pacte de Varsòvia; el teló d'acer es convertia així en una cosa física. Com la resta de la frontera interalemanya, el mur de Berlín tenia sistemes addicionals per a barrar el pas, com ara filferro espinós, rases, elements antitanc i torres de vigia. A més, es feien servir aproximadament uns 1.000 gossos policia per a les tasques de control fins a principis dels anys vuitanta. El mur es va anar reforçant i complementant amb el pas dels anys. A això cal afegir-hi que les cases contigües al mur fossin desallotjades i enderrocades. Fins i tot el 28 de gener de 1985 es va tirar a terra l'església Versöhnungskirche del carrer Bernauer Straße.
Les instal·lacions del mur constaven, segons informacions del Ministeri de Seguretat de l'RDA de primavera de 1989, dels elements següents:
- 41,91 km de mur "75" amb una alçada de 3,60 m
- 58,95 km de mur construït amb plaques de ciment amb una alçada de 3,40 m.
- 68,42 km de tanca de filferro amb una alçada de 2,90 m, com a "element barrera davanter".
- 161 km de rases.
- 113,85 km de tanca senyalitzadora.
- 186 torres de control.
- 31 llocs de comandament.

De la frontera de 156,4 km de llarg, 43,7 km eren a Berlín Est i 112,7 km a Potsdam. 63,8 km del recorregut es trobaven en zones edificades, 32 km en zones boscoses i 22,65 km en terreny obert. 37,95 km del mur eren a tocar d'un riu o d'un llac.
Els soldats encarregats de les fronteres tenien ordre de disparar, és a dir, que havien d'evitar els intents de fuga amb tots els mitjans possibles, inclosa la mort del fugitiu. El mur de Berlín no n'era una excepció, i aquesta ordre es va executar nombroses vegades. La gran majoria dels emigrants cap a l'RFA morts van perdre la vida, precisament, a Berlín. Abans de dies de festa o de visites d'estat, les autoritats orientals suspenien temporalment aquesta ordre, per tal d'evitar notícies negatives a la premsa occidental. La policia de Berlín Oest i els exèrcits occidentals també observaven el mur per documentar activitats sospitoses i impedir l'accés dels espies soviètics. Com es va demostrar posteriorment, però, aquests espies disposaven de passos secrets que travessaven el mur.

### Components del mur

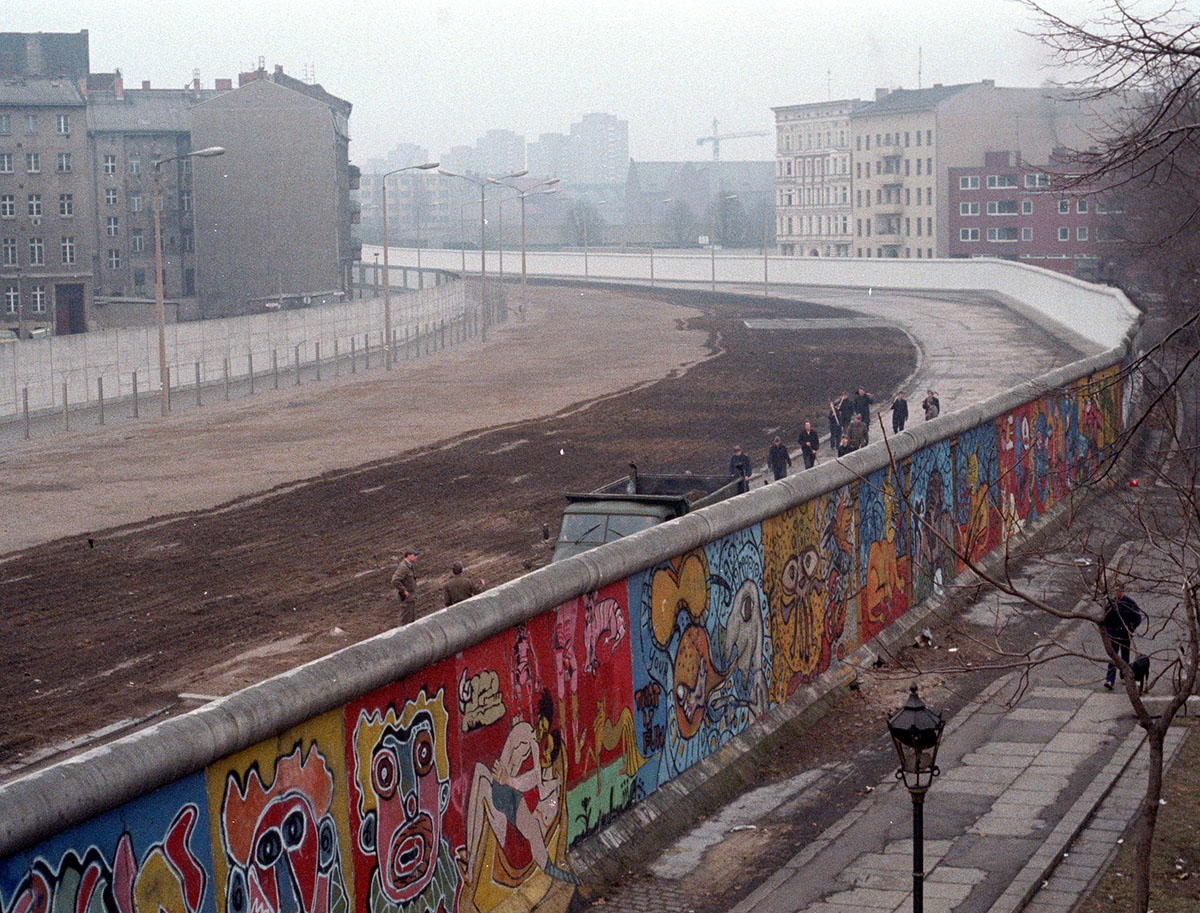
El mur, l'any 1987, tot ple de grafitis

Les parts del mur més ben desenvolupades tenien els següents elements, començant per la part oriental en direcció a l'Oest:
- Mur de formigó o tanques metàl·liques d'entre 2 i 3 metres d'alçada.
- Alarmes subterrànies, que es disparaven en ser tocades.
- Filferro espinós.
- Fins a l'obertura del mur l'any 1989 hi havia camins per a gossos policia (on podien circular sense tenir necessàriament una persona a prop), rases antivehicle i cavalls frisons contra els tancs (que van ser venuts per pagar deute públic d'Alemanya).
- Camí transitable per als vehicles policials, il·luminat de nit.
- Torres de control (el 1989 n'hi havia 302) amb focus i personal les vint-i-quatre hores del dia.
- Zones de control (també anomenades zones de mort), sempre netes i llises per a captar-hi empremtes. Ni tan sols els soldats fronterers hi podien accedir.
- De vegades una tanca metàl·lica extra.
- Mur de formigó d'uns 3,75 m d'alçada, acabat en alguns trossos en forma circular, per evitar que s'hi poguessin aferrar ganxos i escalar-hi amb cordes.
- Alguns metres de territori de l'RDA.

L'amplada total d'aquestes instal·lacions depenia bàsicament de densitat urbanística de la zona, i oscil·lava entre els 30 i els 500 metres (de, per exemple, Potsdamer Platz). Al mur de Berlín no hi havia, però, ni mines antipersona ni aparells d'ametrallament automàtics, com passava a la frontera interalemanya, tot i que la majoria d'alemanys orientals no ho sabien.

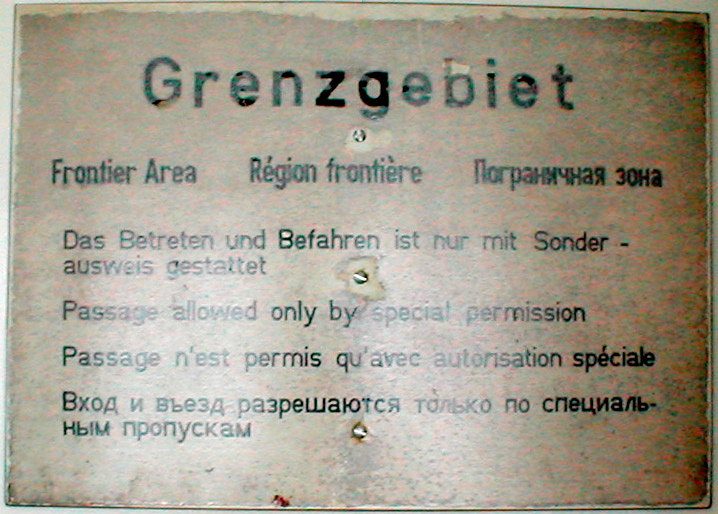
Cartell d'avís de proximitat a una zona fronterera

La ciutadania oriental no coneixia, naturalment, la composició d'aquestes diferents "capes", ja que es tractava d'un secret militar. Els soldats fronterers tenien el deure de guardar silenci, i com que hom no podia saber qui era un informador de l'Stasi, que després d'escoltar segons quina conversa escriuria un informe delator, mantenien el secret. Qualsevol que s'interessés casualment per les instal·lacions frontereres, corria com a mínim el risc de ser detingut i portat a la comissaria o al pas fronterer més propers i apuntada la seva identitat. Una sentència judicial per planificació de fuga era el pas següent. La zona fronterera començava, al costat oriental, ja abans del primer mur o, segons les circumstàncies urbanístiques o del trànsit, directament al seu davant. Com que era una zona prohibida, només s'hi podia accedir amb un permís especial, cosa que suposava una complicació dels veïns de la zona. El camp de visió per a les persones no autoritzades (per exemple, veïns de pisos alts) era tapat amb pantalles.

### Personal de vigilància
Per a protegir el mur de Berlín hi havia, segons informacions del Ministeri de Seguretat de primavera de 1989, uns 11.500 soldats i 500 membres del personal civil. La responsabilitat de la frontera era del Comando fronterer Mitte, part dels Comandos fronterers de l'RDA. Estava subdividit en la central de Karlshorst (al districte de Berlin-Lichtenberg) i en 7 regiments (Berlin-Treptow, Berlin-Pankow, Berlin-Rummelsburg, Hennigsdorf, Groß-Glienicke, Potsdam-Babelsberg i Kleinmachnow, així com dos regiments complementaris a Wilhelmshagen i Oranienburg.
Cada regiment era compost de:
- cinc companyies de soldats
- una companyia de sapadors
- una companyia de comunicacions
- una companyia de transports
- una bateria de llançagranades
- una bateria d'artilleria
- un grup de reconeixement
- un grup de vehicles llançaflames
- un grup de gossos
- una companyia fluvial (segons la situació geogràfica)
- un grup de control per als passos fronterers

En total, el Comando fronterer Mitte disposava de 567 tancs, 48 llançagranades, 48 canons antitanc, 114 llançaflames, 156 vehicles blindats i 2.295 vehicles normals.
En un dia normal, uns 2.300 soldats vigilaven directament el mur i els voltants. En dies de "protecció reforçada", per exemple per moments polítics tensos o condicions meteorològiques molt adverses (el 1988 en va haver aprox. 80), el nombre de soldats pujava a 2.500, però en situacions especials encara en podien ser més.

### Fronteres aquàtiques
En molts punts de fora la ciutat, la frontera discorria seguint la línia de rius o llacs navegables. El recorregut de la frontera es podia reconèixer per unes cordes amb boies blanques amb la paraula "Sektorengrenze" (frontera entre sectors) escrita. Van ser posades per l'ajuntament occidental i els vaixells i barques de l'Oest havien de procurar mantenir-se a la banda occidental de la línia senyalada. A la banda soviètica hi patrullaven sovint embarcacions dels soldats fronterers de l'RDA. Les instal·lacions de l'RDA es trobaven sempre a la riba oriental, cosa que obligava a fer molts desviaments i emparedava molts llacs del riu Havel.
Quant a les aigües de dins de la ciutat, la frontera es trobava sempre just en una de les dues ribes, de manera que no hi havia cap marca específica a part del mateix mur, que es trobava sempre a la part oriental del riu. De totes maneres, les aigües pertanyents a l'RDA eren vigilades contínuament. Molts nedadors i barques de Berlín Oest, que van entrar intencionadament o accidental en aigües orientals, van ser disparats. En alguns llocs del riu Spree hi havia, a més, barreres subaqüàtiques contra nedadors. Els fugitius tampoc no tenien clar quan havien entrat en territori occidental, la qual cosa comportava que fins i tot després d'haver saltat tot el mur encara tenien la possibilitat de ser cosits a trets.

### Passos fronterers

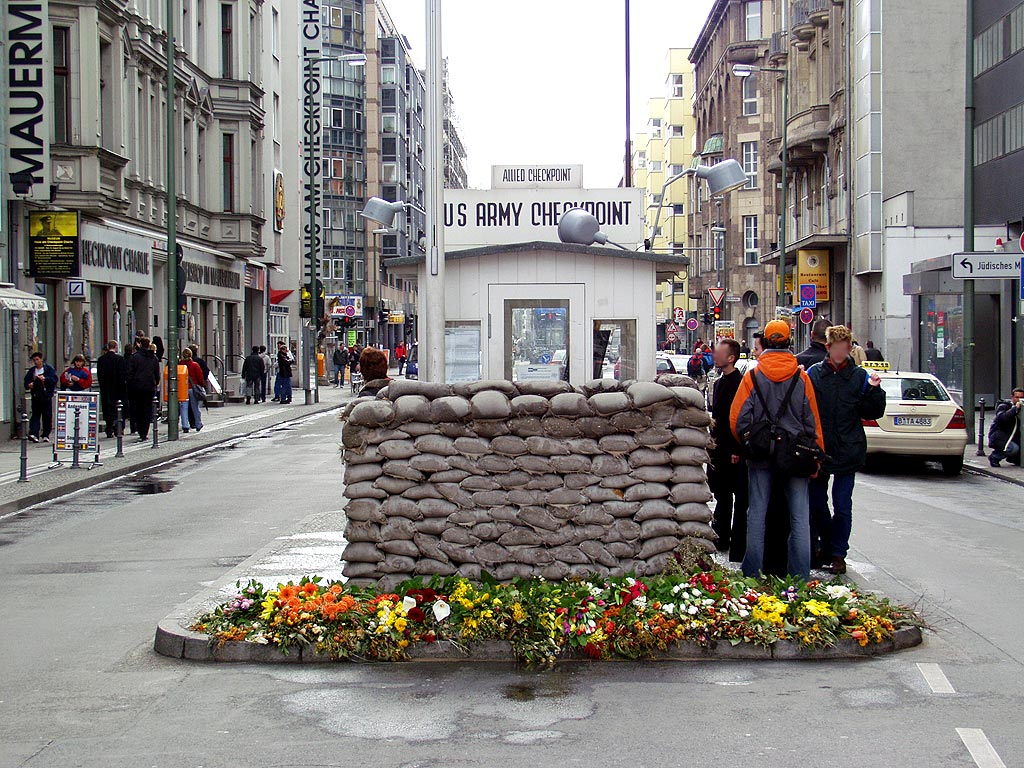
Checkpoint Charlie, vist des de l'Est (març 2004).

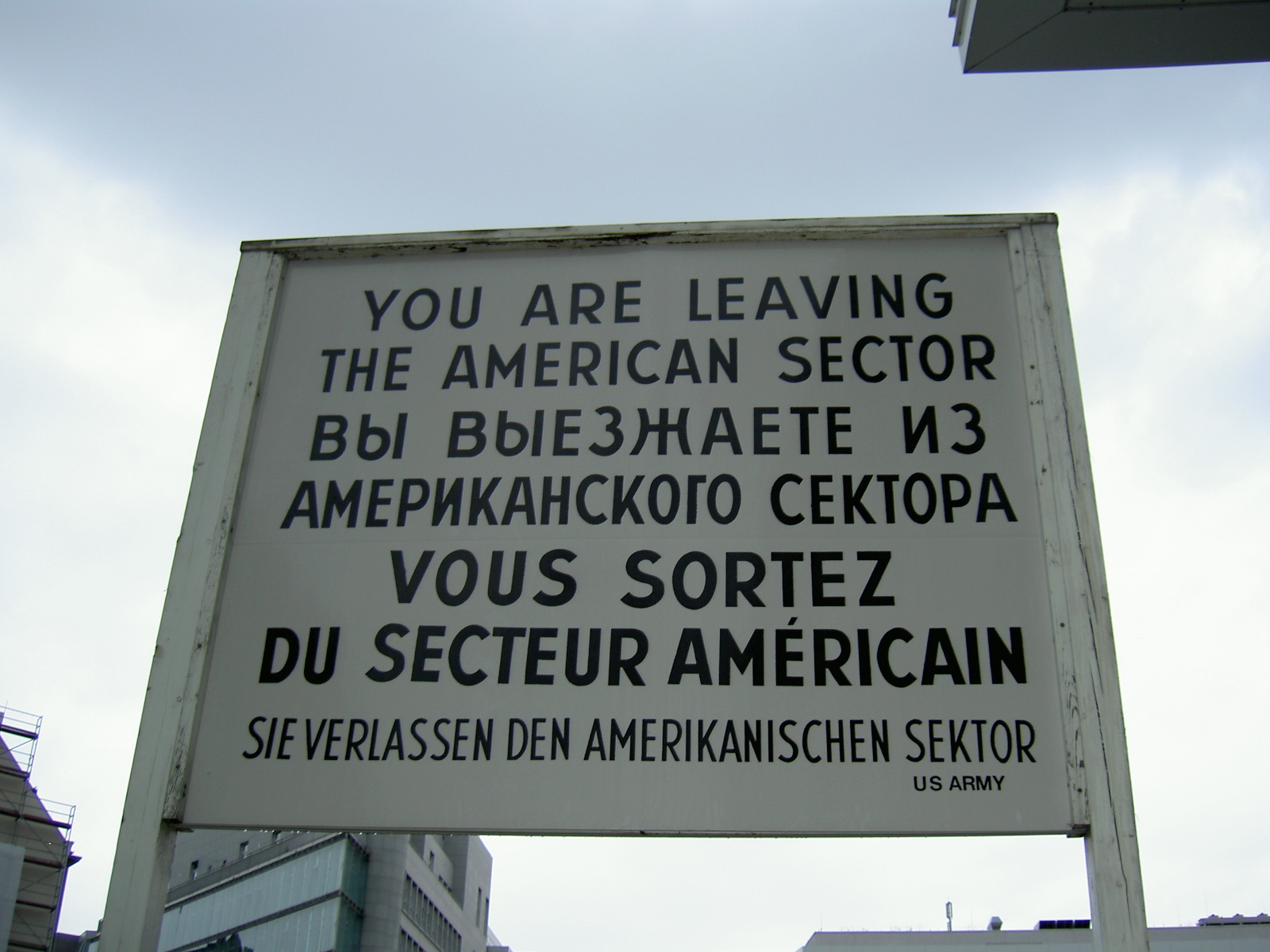
Cartell que avisa de la sortida del sector estatunidenc.

El mur de Berlín tenia 25 passos habilitats: 13 en carrers, 4 en estacions ferroviàries i 8 en vies fluvials, que sumaven un 60% de tots els controls duaners existents entre l'RDA i l'RFA. Estaven molt ben construïts i reforçats, especialment al cantó oriental. A més cal afegir-hi que els controls fronterers i duaners per part de l'RDA eren molt estrictes, tot i que el tractament personal per part dels funcionaris era excel·lent.
A la banda occidental hi havia posts de la policia i la duana, que generalment no controlaven la circulació de persones. Als vehicles només se'ls preguntava la destinació amb finalitats estadístiques, malgrat que de tant en tant es registraven els vehicles sospitosos de tenir relació amb casos delictius que estiguessin sent investigats per la policia occidental.
Al Checkpoint Bravo i al Checkpoint Charlie, les forces d'ocupació aliades sí que havien instal·lat punts de control, tot i que no s'utilitzaven per als viatgers i visitants ordinaris.
Després de la reunificació monetària de l'1 de juliol de 1990 es van abandonar totes les duanes i els passos fronterers. S'han deixat restes d'algunes instal·lacions com a recordatori històric.

## Caiguda del mur
El mur de Berlín va caure la nit de dijous 9 a divendres 10 de novembre de 1989, després de més de 28 anys. Antecedents d'aquesta obertura són les manifestacions de protesta dels mesos anteriors (Montagsdemos o Manifestacions del Dilluns) i l'exigència de lliure circulació de persones per part dels ciutadans orientals; així com l'emigració creixent cap a l'RFA a través de les ambaixades occidentals situades a capitals de l'Europa de l'Est (especialment les de Praga i Varsòvia) i a través de les fronteres obertes entre Àustria i Hongria.
El detonant va ser una conferència de premsa del membre del Politburó del SED Günter Schabowski al Centre de Premsa Internacional a Berlín Est, que va ser retransmesa en directe per televisió i vista per molta gent. Schabowski, cap al final de la conferència de premsa (a les 18:57), va llegir de passada un full d'un acord del consell de ministres sobre una nova reglamentació dels visats que, com es va descobrir posteriorment, encara no havia estat aprovada.
Es tractava d'un simple document de treball que no havia de ser donat a conèixer públicament fins al 10 de novembre a les 4:00, per tal que totes les institucions corresponents estiguessin adequadament informades.
Schabowski: L'autorització per als viatges privats a l'estranger poden ser sol·licitats tot i no complir els requisits pertinents (motiu del viatge i existència de familiars a l'estranger). Les autoritzacions es concediran en un termini curt de temps. Els departaments de Passaports i Comunicacions de la policia tenen ordre d'emetre visats de sortida del país sense dilació, sense que els sol·licitants hagin de justificar el compliment dels requisits encara vigents. Aquests viatges poden efectuar-se en tots els passos fronterers entre l'RDA i l'RFA.
Pregunta del periodista Riccardo Ehrmann de l'agència italiana ANSA: Quan entrarà en vigor?
Schabowski (busca a la seva pila de papers): Això entrarà en vigor, pel que jo sé.. ara mateix, sense demora.
A causa de les notícies titulades "El mur és obert!", emeses per les cadenes de ràdio i televisió occidentals, que es podien rebre a bona part del territori de la República Democràtica, milers de berlinesos de l'Est van dirigir-se als passos fronterers i en van exigir l'obertura. Ni la policia fronterera ni les unitats de control de passaports havien rebut ordres concretes. Poc després de les 23:00, encara sense ordres oficials i sota la pressió de les masses, el pas del carrer Bornholmer Straße de Berlín va aixecar la barrera, i la resta de passos van anar obrint en cadena. En ser això retransmès per televisió en directe, encara més ciutadans orientals van sortir al carrer i es van dirigir a les fronteres. El matí del 10 de novembre de 1989 quantitats ingents de persones seguien travessant la frontera, ara ja sense control.
Els alemanys orientals van ser rebuts per la població de Berlín Oest amb els braços oberts i caloroses abraçades. La majoria de bars propers al mur van donar cervesa de franc i a l'avinguda Kurfürstendamm, centre comercial de Berlín Oest, es va formar una desfilada de cotxes tocant la botzina. Amb l'eufòria dels esdeveniments, molts berlinesos de l'Oest es van enfilar al mur i van poder arribar a la Porta de Brandenburg, fins llavors inabastable per a ells. Quan la notícia de l'obertura del mur va saber-se al Bundestag de Bonn, els diputats van interrompre la sessió i van començar a cantar espontàniament l'himne nacional.
La caiguda del mur de Berlín va ser un esdeveniment excepcional de la història de la humanitat i va ser commemorat, per exemple, amb un concert de Leonard Bernstein el Nadal de 1989.

## Víctimes i responsables del mur

### Víctimes
Durant els 28 anys que el mur existí, un mínim de 86 fugitius van morir, tot i que aquesta dada és molt discutida i probablement major. El nombre exacte de morts és difícil de quantificar perquè tots els casos de mort a la frontera de l'RDA eren sistemàticament silenciats. Els primers trets mortals van tenir lloc el 24 d'agost de 1961, quan Günter Litfin, de 24 anys, va ser abatuda a trets per policies de transports quan intentava fugir a l'estació de Friedrichstraße. Peter Fechter va morir dessagnat el 17 d'agost de 1962 en una zona de mort (espai intern del mur). L'any 1966 dos nens de 10 i 13 anys van morir per 40 impactes de bala en una zona propera a la frontera. L'última mort es produí el 6 de febrer de 1989, quan Chris Gueffroy morí dessagnat.
Segons alguns càlculs, unes 75.000 persones van ser processades en jutjats orientals per "Fuga de la República" (Republikflucht). Segons l'article 213 del Codi penal de l'RDA, aquest delicte es condemnava amb penes de presó de fins a vuit anys. A qui durant la seva fuga havia sigut detingut portant armes, era membre de l'exèrcit o posseïa secrets d'estat, normalment no sortia de la presó abans dels cinc anys. La col·laboració amb el fugitiu es podia penar fins i tot amb cadena perpètua.
Uns quants soldats fronterers també van morir en situacions violentes al mur. El cas més conegut és l'assassinat del soldat Reinhold Huhn, que va ser disparat per un còmplice d'un fugitiu. Aquests casos solien ser utilitzats propagandísticament per l'RDA com a argument per al manteniment del mur.

### Processos judicials contra els responsables del mur
El processos judicials contra l'ordre de disparar esmentada anteriorment, coneguts com a Mauerschützenprozesse van durar dins a la tardor de 2004. Entre les acusats hi havia, entre d'altres, el secretari general de l'RDA Erich Honecker, el seu successor Egon Krenz, els membres del Consell de Seguretat Nacional Erich Mielke, Willi Stoph, Heinz Keßler, Fritz Streletz i Hans Albrecht, així com alguns generals com ara el cap dels Comandos fronterers (1979-1990), el general coronel Klaus-Dieter Baumgarten.
Els dirigents d'aquests comandos que va ser processats havien estat reclutats, majoritàriament, de l'Exèrcit Nacional Popular o directament de les tropes frontereres. En total, 35 acusats van ser posats en llibertat, 44 en llibertat condicional i 11 (entre els quals Albrecht, Streletz, Keßler i Baumgarten) van ser condemnats a entre 4,5 i 7,5 anys de presó. L'agost de 2004 Hans-Joachim Böhme i Werner Lorenz van ser condemnats a llibertat condicional per la seva condició d'antics membres del Politburó. L'últim procés contra soldats fronterers va tenir lloc el 9 de novembre de 2004, exactament 15 anys després de l'obertura del mur, i va acabar amb un veredicte de culpabilitat.

## Enderrocament i restes del mur

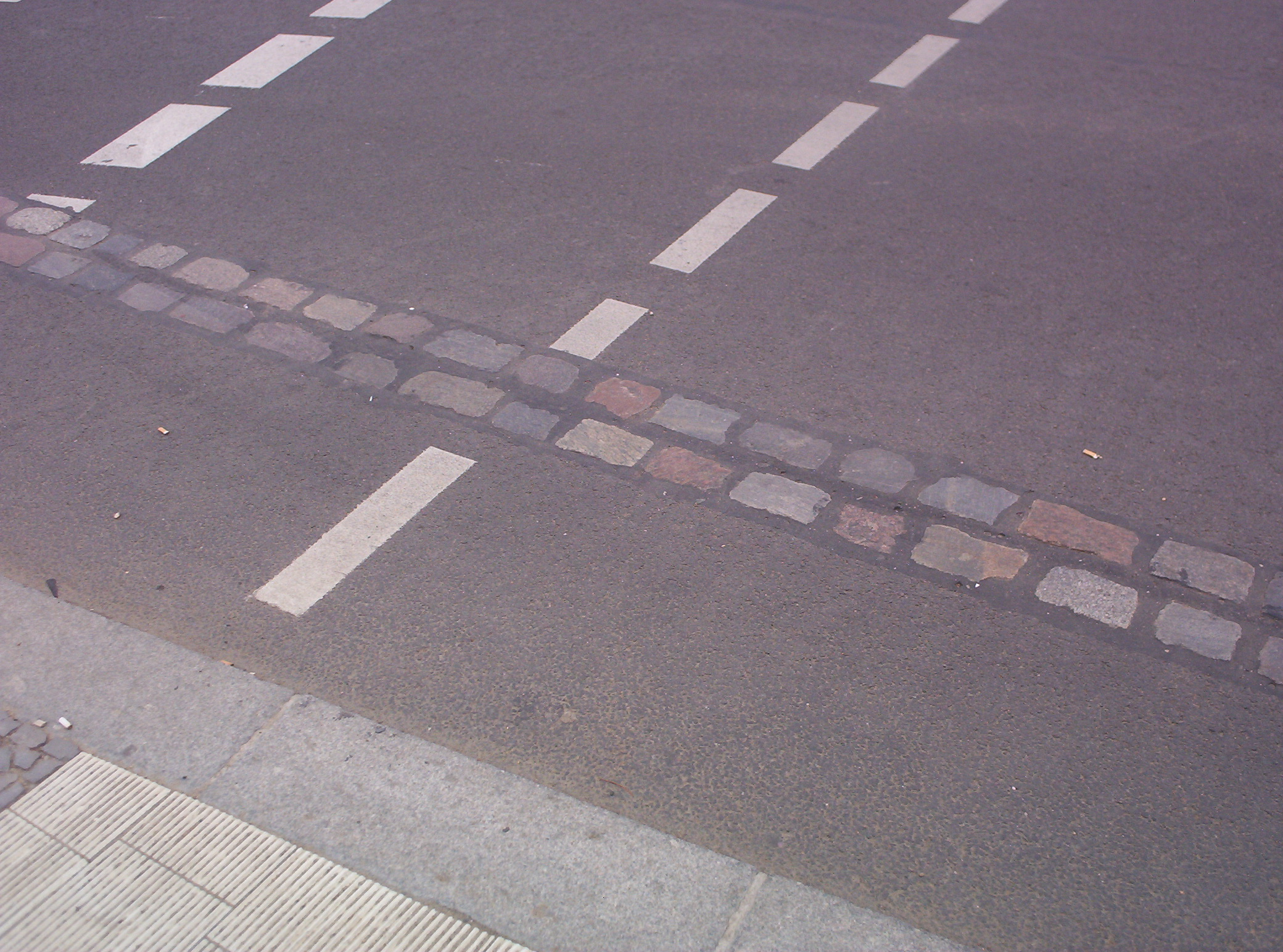
Línia de llambordes marcant parcialment l'antic recorregut del mur

Després de la caiguda del mur, molts caçadors de souvenirs van començar a arrencar trossets del mur. Això va generar ben de pressa tot un mercat i als caçadors de souvenirs se'ls va passar a conèixer, col·loquialment, com Mauerspechte (picots de mur). També l'RDA, però, va preocupar-se de tirar a terra el mur tan de pressa com fos possible. L'enderrocament va començar, oficialment, el 13 de juny de 1990 al carrer Bernauer Straße i hi van participar un total de 300 soldats orientals i 600 sapadors de l'exèrcit occidental. Aquests últims van aportar 175 camions, 65 grues, 55 excavadores i 13 buldòzers. L'enderrocament de la part del mur de l'interior de la ciutat es va completar el novembre de 1990. Se'n van deixar drets sis fragments com a recordatori històric. La resta del mur va desaparèixer el novembre de 1991.
L'antiga zona on hi havia el mur encara es pot reconèixer, avui, especialment per grans esplanades com les que es troben al carrer Bernauer Straße i al llarg del carrer Alte Jakobstraße. Els amples traçats entre les dues línies de mur es coneixen avui dia com Mauerstreifen. Al centre de la ciutat, però, a aquests terrenys se'ls va donar ben aviat uns altres usos.
El fragment més conegut que es conserva del mur voreja el riu Spree entre l'estació Ostbahnhof i el pont Oberbaumbrücke. Formava part de la línia de mur més propera al costat oriental. En aquest cas no hi havia un segon mur després, perquè la frontera circulava al llarg de l'altra ribera del riu. L'any 1990 es va convocar una trobada d'artistes internacionals perquè el pintessin; ara es coneix com a East Side Gallery i té gaudeix de l'estatus de patrimoni protegit.
Un altre fragment del mur es troba al carrer Niederkirchnerstraße, prop del parlament regional. També el 1990 va obtenir l'estatus de patrimoni protegit. En canvi, les instal·lacions del Memorial del mur al carrer Bernauer Straße no són originals, sinó que van ser reconstruïdes expressament per a l'exposició.
Els serveis secrets americans de la CIA també en tenen un tros pintat per artistes a les seves oficines de Langley (Virgínia, EUA).
Hi ha altres fragments a la Casa de la Història de Bonn, al carrer Königinstraße prop del Jardí Anglès de Múnic i davant del Parlament Europeu a Brussel·les.
També s'han conservat cinc torres de vigia:
- Al parc Schlesischen Busch a Berlin-Treptow
- Al carrer Kieler Straße de Berlin-Mitte
- Al carrer Stresemannstraße, prop de Potsdamer Platz
- Al sud de Nieder-Neuendorf, un petit poble de Berlin-Hennigsdorf.
- A Hohen Neuendorf.

El 1990, a més, es va acordar de marcar el recorregut de l'antic mur a terra mitjançant una línia de llambordes al llarg de 8 km al centre de la ciutat.